# Pyxine obscurascens
Pyxine obscurascens är en lavart som beskrevs av Malme. Pyxine obscurascens ingår i släktet Pyxine och familjen Physciaceae.   Inga underarter finns listade i Catalogue of Life.